# Mohicans
Pour les articles homonymes, voir Mohican.
Ne doit pas être confondu avec Mohegans.

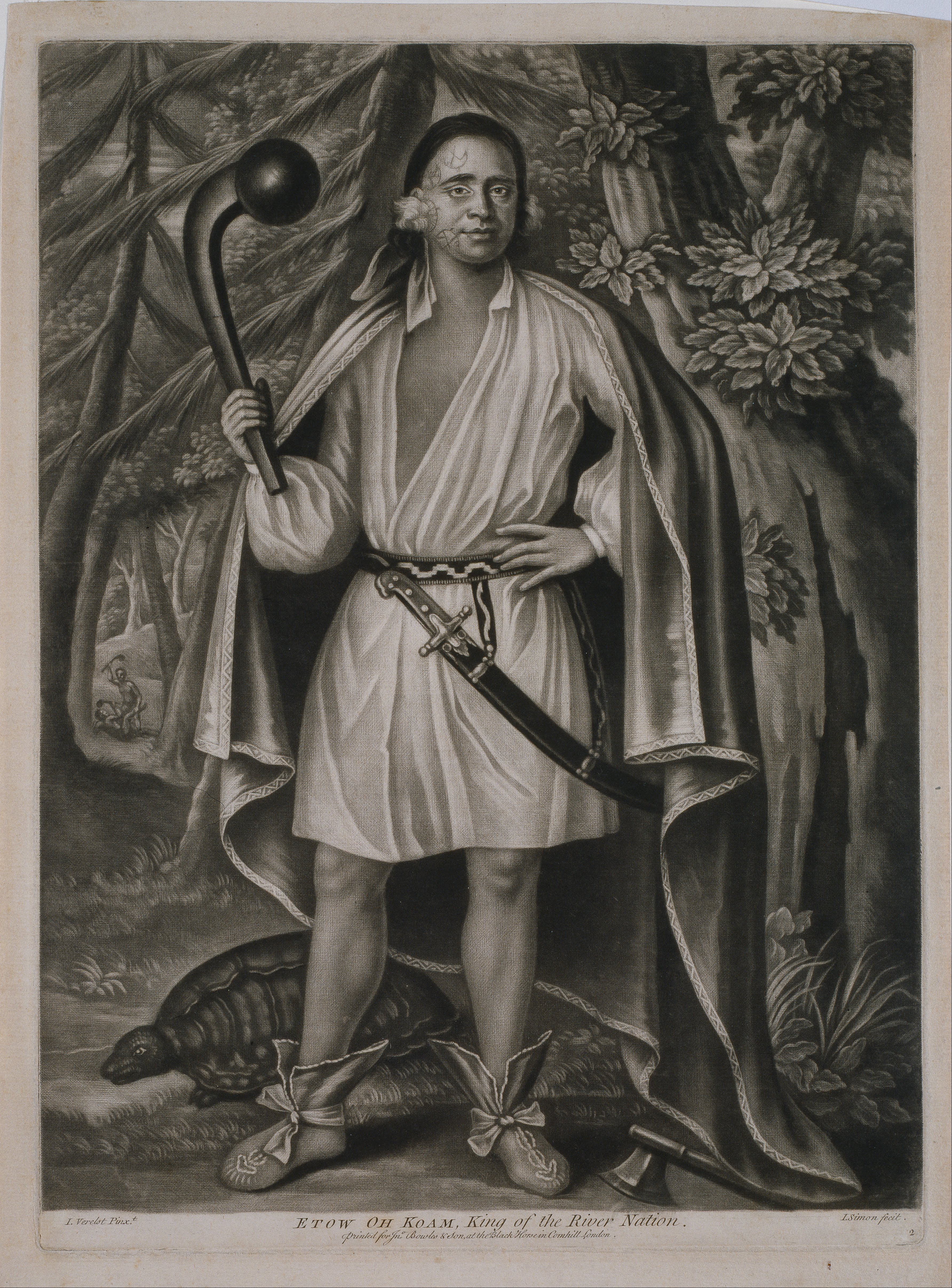
Le chef mohican Etow Oh Koam, gravure de John Simon.

Les Mohicans, également appelés Mahicans ou Mahikans, sont une tribu de Nord-Amérindiens appartenant aux peuples algonquiens de l'Est, et vivant à l'origine dans la vallée de l'Hudson.
Une confusion avec les Mohegans, une autre tribu algonquienne de l’est du Connecticut, transforma leur nom "Mahican" en "Mohican". Ainsi le roman Le Dernier des Mohicans (1826) de James Fenimore Cooper, qui popularisa le nom de la tribu, se situe dans la vallée du New Jersey, pays mohican ; mais il inclut certains aspects culturels des Mohegans du Connecticut, comme l'anthroponyme Uncas.
Le nom originel de la population est Muhhehuneuw, ou « Peuple de la Grande Rivière ».[réf. nécessaire] Le père Joseph Aubery (1673-1755), l'un des Français du Nouveau monde, appelait cette même population “Abénaquis de l'ouest”, “Sokokis” ou “Loups”.

## Histoire

### Répartition originelle
Originellement, les Mohicans, ceux qui parlaient cette langue, vivaient le long de l'Hudson dans l'État de New York, jusqu'au lac Champlain, à l'est des montagnes Vertes dans le Vermont, et à l'est jusqu'à la Rivière Schoharie (en), dans les Montagnes Catskill, État de New York.

### Déplacements
Les Mohicans vivaient près de la basse vallée de l'Hudson au moment de leur rencontre avec les Européens, vers 1609. Durant des décennies, des rivalités avec les Agniers et les Européens les ont poussés vers l'est du Massachusetts et du Connecticut, sur le fleuve Hudson. Un certain nombre s'installa à Stockbridge, dans le Massachusetts, créant la communauté des Indiens de Stockbridge. Ceux-ci permirent aux protestants de s'installer à Stockbridge, et se convertirent au cours du XVIIIe siècle. La première communauté chrétienne indienne en Amérique fut établie par les Frères moraves dans le village mohican de Shekomeko en 1740. Les missionnaires moraves voulaient convertir et intégrer les Amérindiens dans la communauté américaine. Ils y réussirent, et défendaient les Amérindiens contre leur exploitation par les Blancs avec tant d'énergie que le gouvernement arrêta les actions contre eux.[réf. nécessaire]
Bien qu'ils aient été alliés des colons britanniques lors de la guerre contre les Français, des guerres indiennes et de la guerre d'indépendance, ils furent expulsés de leur territoire et durent s'installer plus à l'ouest, d'abord à Stockbridge, dans l'État de New York, vers 1780, puis dans le comté de Shawano, dans le Wisconsin, dans les années 1820-1830. Dans le Wisconsin, ils étaient dans une réserve avec les Munsees (en), donnant naissance à une communauté amérindienne nommée Stockbridge-Munsee (en). Cette réserve est aujourd'hui connue comme la réserve des Indiens Mohicans de la tribu Stockbridge-Munsee.

## Culture

### Langue
Le mohican, une langue morte, appartient à la branche orientale des langues algonquiennes.
La langue mohican s'est divisée, aux alentours des années 1740, en deux dialectes. Le premier est le Stockbridge au Wisconsin, et le second est le Moravien en Ontario.

## Mohican notable
- John Wannuaucon Quinney, diplomate

## Dans la culture populaire
- Le Dernier des Mohicans (The Last of the Mohicans), roman de James Fenimore Cooper, paru en 1826.

Le roman de Cooper a connu beaucoup d'adaptations cinématographiques :
- Le Dernier des Mohicans, (The Last of the Mohicans) réalisé par Clarence Brown et Maurice Tourneur, sorti en 1920;
- Le Dernier des Mohicans, (The Last of the Mohicans) réalisé par George B. Seitz, sorti en 1936;
- Le Dernier des Mohicans, (The Oily American), court-métrage d'animation réalisé par Robert McKimson, sorti en 1954;
- Le Dernier des Mohicans, (Der letzte Mohikaner), réalisé par Harald Reinl, sorti en 1965.
- La Chute des Mohicans, (Uncas, el fin de una raza), réalisé par Mateo Cano, sorti en 1965;
- Le Dernier des Mohicans, (The Last of the Mohicans), réalisé par Michael Mann, sorti en 1992.

### Fictions littéraires
- (en) James Fenimore Cooper, Le Dernier des Mohicans, Flammarion, 2011
- (en) Joseph Boyden, Dans le grand cercle du monde, Le Livre de Poche, 2015